# Jajah
Jajah era el nombre de un software propietario de ayuda al establecimiento de llamadas telefónicas utilizando el sistema de "voz a través de IP" (VoIP) y de la empresa propietaria de dicho software, con sede en los EE. UU. y en Israel.
La empresa fue adquirida a finales de 2009 por la empresa española de telecomunicaciones Telefónica.
El 31 de enero de 2014 se dio fin a su actividad.

## Actividad
Esta herramienta establecía la comunicación telefónica entre líneas fijas normales y teléfonos móviles sin tener que descargar ningún software, sin instalación y sin auriculares.
Las llamadas se activaban desde el ordenador personal conectado a internet, pero todo el flujo de la comunicación se hacía entre teléfonos "normales". Una vez establecida la comunicación entre los teléfonos la conexión a internet no era necesaria.
La versión beta del primer cliente del "teléfono web" Jajah fue lanzada en julio del 2005 y la primera versión en febrero del 2006. El cliente estaba basado en lenguajes que se acoplaban al navegador de internet (parece que en lenguaje JavaScript) y no dependía por tanto del sistema operativo instalado en la máquina que activaba la llamada. 
Para realizar una llamada se introducía el número de teléfono de origen y el de destino en la página de jajah, y se hacía clic en “llamar”. El teléfono de origen sonaba, y al descolgarlo se conectaba con el destino deseado. Esta conexión se realizaba mediante VoIP con los servidores de Jajah y sin control del usuario.
Los usuarios registrados en Jajah en Europa podían hacer llamadas gratuitas entre ellos a sus líneas fijas de hasta 60 minutos al día. Registrarse era gratuito. Si no se usaba el servicio durante 15 días el usuario se convertía en inactivo.

## Ventajas
- Tarifas económicas en telefonía.
- La conversación telefónica era con aparatos telefónicos convencionales o celulares (móviles).
- Una tercera persona podía comunicar hasta 10 personas a distancia, sin que éstas tuviesen computadora y acceso a Internet mediante la teleconferencia.
- Calidad de voz aceptable (similar a Skype).

## Desventajas
- Requería tener un teléfono convencional cercano al ordenador que inicia la llamada para establecerla.
- Las tarifas de las llamadas dependían tanto del origen como del destino y del tipo de teléfono al que esté llamando (fijo o móvil). En muchos casos, las tarifas eran más elevadas que las de Skype.